# Губернатор Тульской области
Губерна́тор Ту́льской о́бласти — высшее должностное лицо Тульской области. Возглавляет высший исполнительный орган государственной власти области — правительство Тульской области.

## История

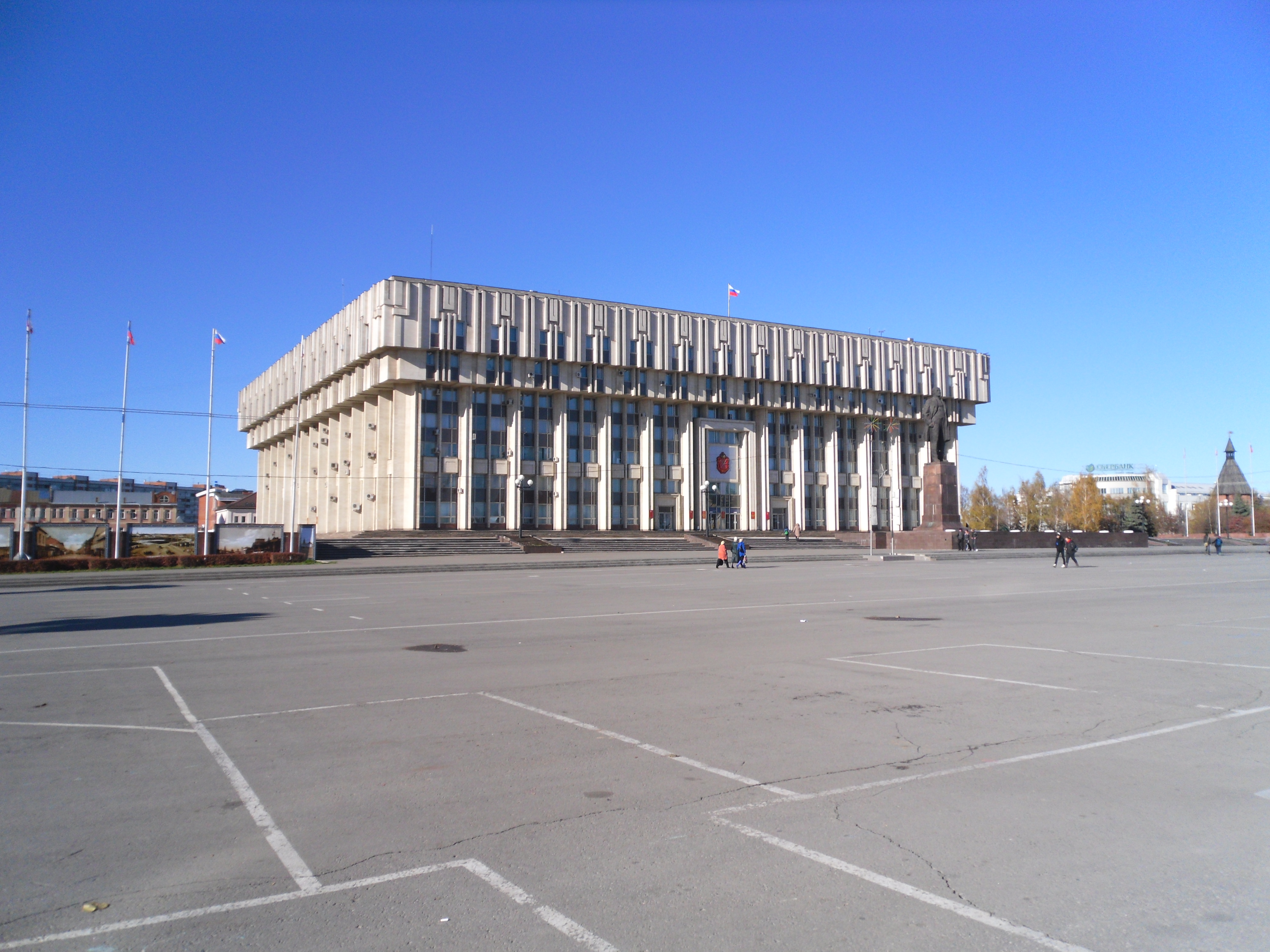
Резиденция губернатора — здание областной администрации в Туле.

28 сентября 1995 года был принят Устав Тульской области, согласно которому, полномочия губернатора до проведения выборов осуществлялись назначенным президентом РФ главой администрации Тульской области Николаем Севрюгиным.

## Порядок избрания и вступления в должность
Порядок наделения полномочиями губернатора устанавливается федеральным законом и Уставом Тульской области.
Выборы проводились в 1997 и 2001 годах. В 2005, 2010, 2011 годах губернатор Тульской области был выбран президентом России и утверждён в должности областной думой. В 2016 году президентом России был назначен врио губернатора. Вновь прямые выборы губернатора, впервые с 2001 года, должны состояться в единый день голосования 18 сентября 2016 года.

## Список губернаторов
| № | Губернатор                      | Губернатор | Партийность                               | Основание вступления в должность | Срок полномочий  | Срок полномочий                                  | Прекращение полномочий     |
| - | ------------------------------- | --- | ----------------------------------------- | --- | ---------------- | ------------------------------------------------ | -------------------------- |
| 1 | Николай Севрюгин (1939—2002)    | | 1) КПСС 2) Наш дом — Россия               | назначен президентом РСФСР Борисом Ельциным | 20 октября 1991  | 31 марта 1997                                    | истечение срока полномочий |
| 2 | Василий Стародубцев (1931—2011) | | 1) КПСС 2) Аграрная партия России 3) КПРФ | избран на выборах губернатора Тульской области: - 23 марта 1997 — в 1 туре победил, набрав 62,82 % голосов                                                 | 31 марта 1997    | 28 апреля 2001                                   |                            |
| 2 | Василий Стародубцев (1931—2011) | избран на выборах губернатора Тульской области: - 8 апреля 2001 — в 1 туре занял первое место, набрав 49,09 % голосов - 22 апреля 2001 — во 2 туре победил, набрав 71,44 % голосов | 1) КПСС 2) Аграрная партия России 3) КПРФ | 28 апреля 2001 | 28 апреля 2005   | истечение срока полномочий                       |                            |
| 3 | Вячеслав Дудка (род. 1960)      | | Единая Россия (2007 — 2011, исключён)     | наделён полномочиями по представлению президента РФ Владимира Путина - 30 марта 2005 утверждён Тульской областной думой, за него проголосовали единогласно | 29 апреля 2005   | 29 апреля 2010                                   |                            |
| 3 | Вячеслав Дудка (род. 1960)      | наделён полномочиями по представлению президента РФ Дмитрия Медведева - 18 марта 2010 утверждён Тульской областной думой, за него проголосовали 46 из 48 депутатов, против один    | Единая Россия (2007 — 2011, исключён)     | 29 апреля 2010 | 29 июля 2011     | досрочно ушёл в отставку по собственному желанию |                            |
| 4 | Владимир Груздев (род. 1967)    | | Единая Россия                             | назначен врио губернатора указом президента РФ Дмитрием Медведевым                                                                                         | 29 июля 2011     | 18 августа 2011                                  |                            |
| 4 | Владимир Груздев (род. 1967)    | наделён полномочиями по представлению президента РФ Дмитрия Медведева - 18 марта 2010 утверждён Тульской областной думой, за него проголосовали 39 из 46 депутатов, 7 воздержались | Единая Россия                             | 18 августа 2011 | 2 февраля 2016   | досрочно ушёл в отставку по собственному желанию |                            |
| 5 | Алексей Дюмин (род. 1972)       | | Беспартийный                              | назначен врио губернатора указом президента РФ Владимира Путина                                                                                            | 2 февраля 2016   | 22 сентября 2016                                 |                            |
| 5 | Алексей Дюмин (род. 1972)       | избран на выборах: - 18 сентября 2016 в 1 туре получил 84,17 % голосов | Беспартийный                              | 22 сентября 2016 | 22 сентября 2021 |                                                  |                            |
| 5 | Алексей Дюмин (род. 1972)       | избран на выборах: - 19 сентября 2021 в 1 туре получил 83,58 % голосов | Беспартийный                              | 22 сентября 2021 | 14 мая 2024      | назначен на должность помощника Президента       |                            |
| 6 | Дмитрий Миляев (род. 1975)      | | Единая Россия                             | назначен врио губернатора указом президента РФ Владимира Путина                                                                                            | 14 мая 2024      | 12 сентября 2024                                 |                            |
| 6 | Дмитрий Миляев (род. 1975)      | избран на выборах: - 8 сентября 2024 в 1 туре получил 78,53 % голосов | Единая Россия                             | 12 сентября 2024 |                  |                                                  |                            |